# La Cythère assiégée

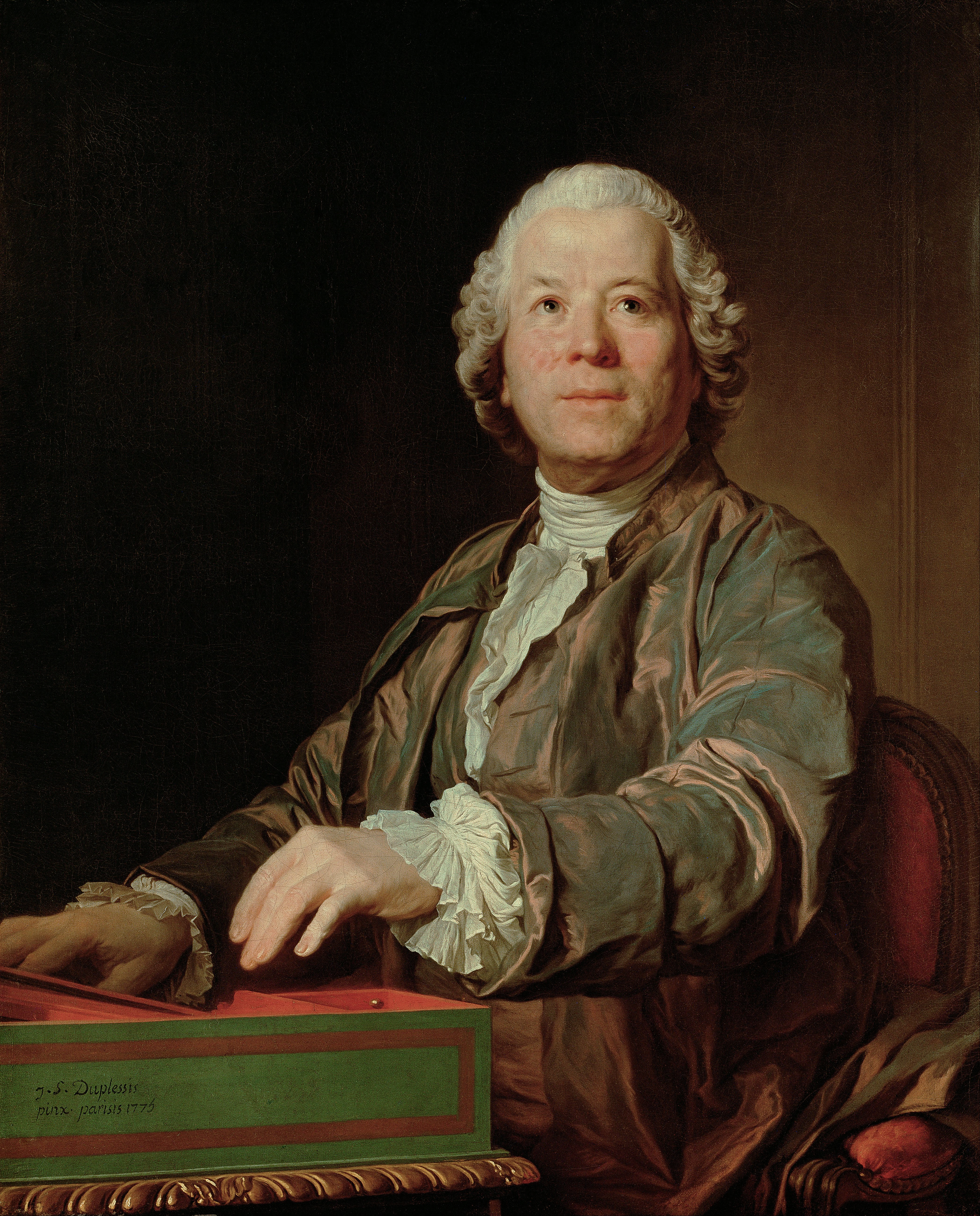
Christoph Willibald Gluck

La Cythère assiégée (Det belägrade Kythera) är en opéra comique i en akt med musik av Christoph Willibald Gluck och libretto av Charles Simon Favart, efter Favart och Barthélemy-Christophe Fagous pjäs Le puvoir de l’amour eller Le siegè de Cythère.

## Historia
Uruppförandet skedde den 1 januari 1759 på Burgtheater i Wien. En reviderad version i form av en opéra-ballet i tre akter hade premiär den 1 augusti 1775 på Parisoperan. Musiken till Cythère assiégée är rikare på varierade stilformer och mer musikaliskt utvecklad än Glucks tidigare opéra comique. Men handlingen är märkbart tunn, vilket särskilt märks i tre-aktsversionen. Den utökade musiken till den senare versionen var nästan helt lånat från den nyligen uppförda Ifigenia i Aulis (1774).

## Personer
- Daphnè (sopran)
- Chloé (sopran)
- Doris (sopran)
- Carite (sopran)
- Olgar (tenor)
- Brontez (bas)
- Barbarin (bas)

## Handling
Ön Kythera är tillägnad kärleksgudinnan Venus. Jungfrurna som bor på ön invaderas av en manlig armé. Oförmögna att försvara sig med våld besegrar de männen medelst kärlek och list. 